# Wahoo (fisk)
Wahoo (Acanthocybium solandri) är en fiskart som först beskrevs av Cuvier 1832.  Wahoo ingår i släktet Acanthocybium, och familjen makrillfiskar, i ordningen abborrartade fiskar. IUCN kategoriserar arten globalt som livskraftig. Inga underarter finns listade.

## Utseende
Wahoon är en långsträckt, strömlinjeformad makrillfisk som har ett påtagligt spetsigt huvud med en stor mun med flera triangelformade, sågtandade tänder, två ryggfenor (den främre är flera gånger längre än den bakre) och 8 till 9 små bifenor mellan den bakre ryggfenan och stjärtfenan. Även mellan analfenan och stjärtfenan finns 9 bifenor. Ryggfenorna har totalt 23 – 27 taggstrålar och 12 – 16 mjukstrålar. Analfenan saknar emellertid taggstrålar och har endat mjukstrålar, 12 – 14 till antalet. Arten kan bli upptill 250 cm lång och väga 83 kg. Kroppen, som är täckt av små fjäll, är metalliskt blågrön längs ryggen och silvergrå på sidorna och buken. Längs sidorna har den även 24 till 30 koboltblå tvärstrimmor.

## Vanor
Arten är en pelagisk havsfisk som lever i de övre vattenlagren ner till 12 m. Den lever ensam, eller i små grupper om två till tre individer. Wahoon är en mycket snabb fisk som kan nå upp till en hastighet av 75 km/h i korta spurter när den förföljer sina byten, som består av andra fiskar och bläckfiskar. Den tros bli åtminstone 5 – 6 år gammal.

### Fortplantning
Wahoon blir könsmogen vid ett till två års ålder. Lekperioden är påtagligt lång, och kan på en del lokaler omfatta hela året. I västra Centralatlanten omfattar den emellertid månaderna maj till augusti. Arten är mycket produktiv; en genomsnittlig hona kan producera omkring 60 miljoner pelagiska ägg per år.

## Betydelse för människan
Wahoon betraktas som en utmärkt matfisk med vitt kött. Ett kommersiellt fiske förekommer, och fisken säljs både färsk, saltad, gravad och frusen. Traditionellt har den, som en icke-stimfisk, emellertid främst varit föremål för sportfiske.

## Utbredning
Arten finns i tropiska och subtropiska hav i ett bälte över hela världen, inklusive Västindien och Medelhavet.

## Bildgalleri

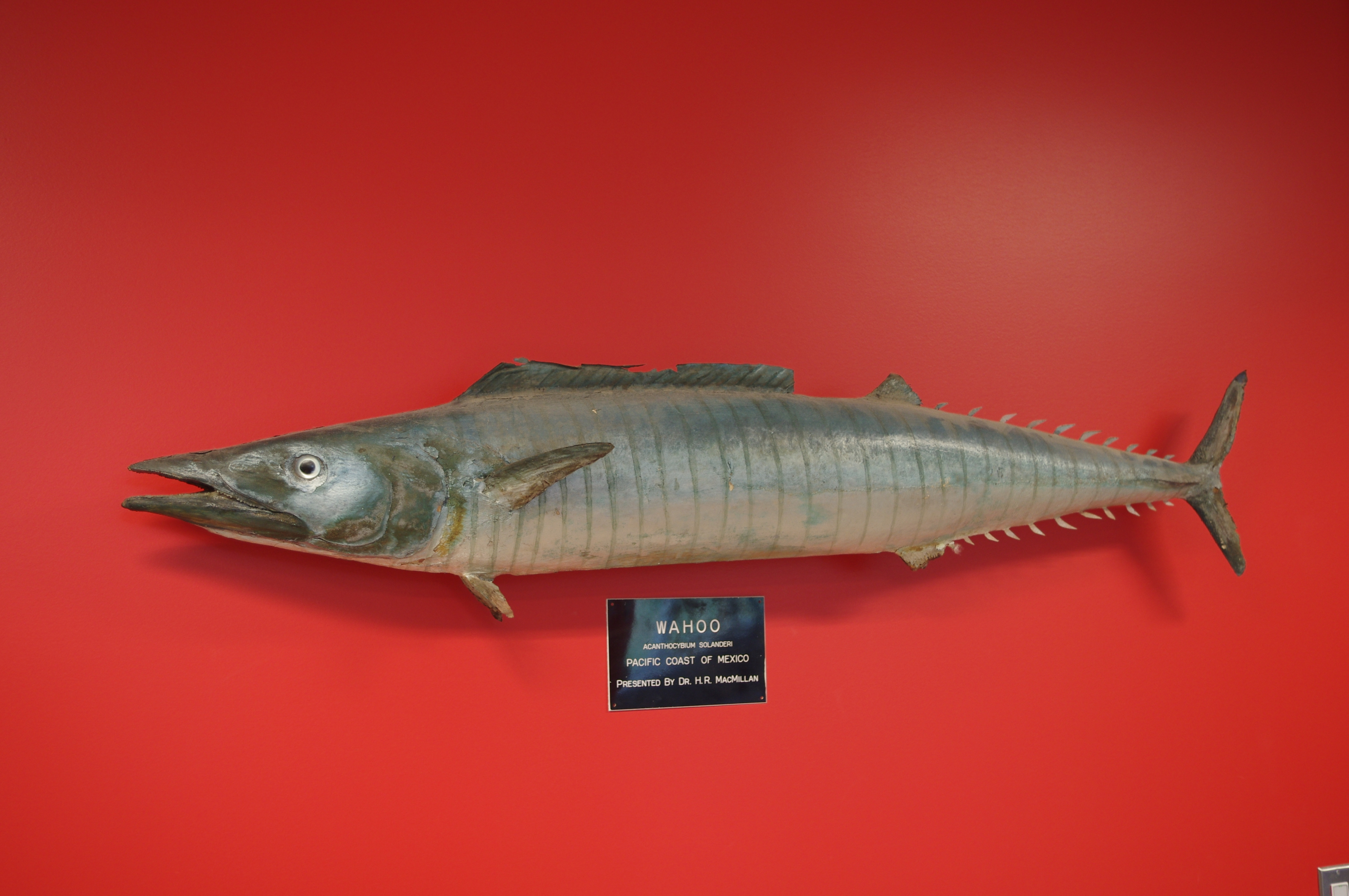
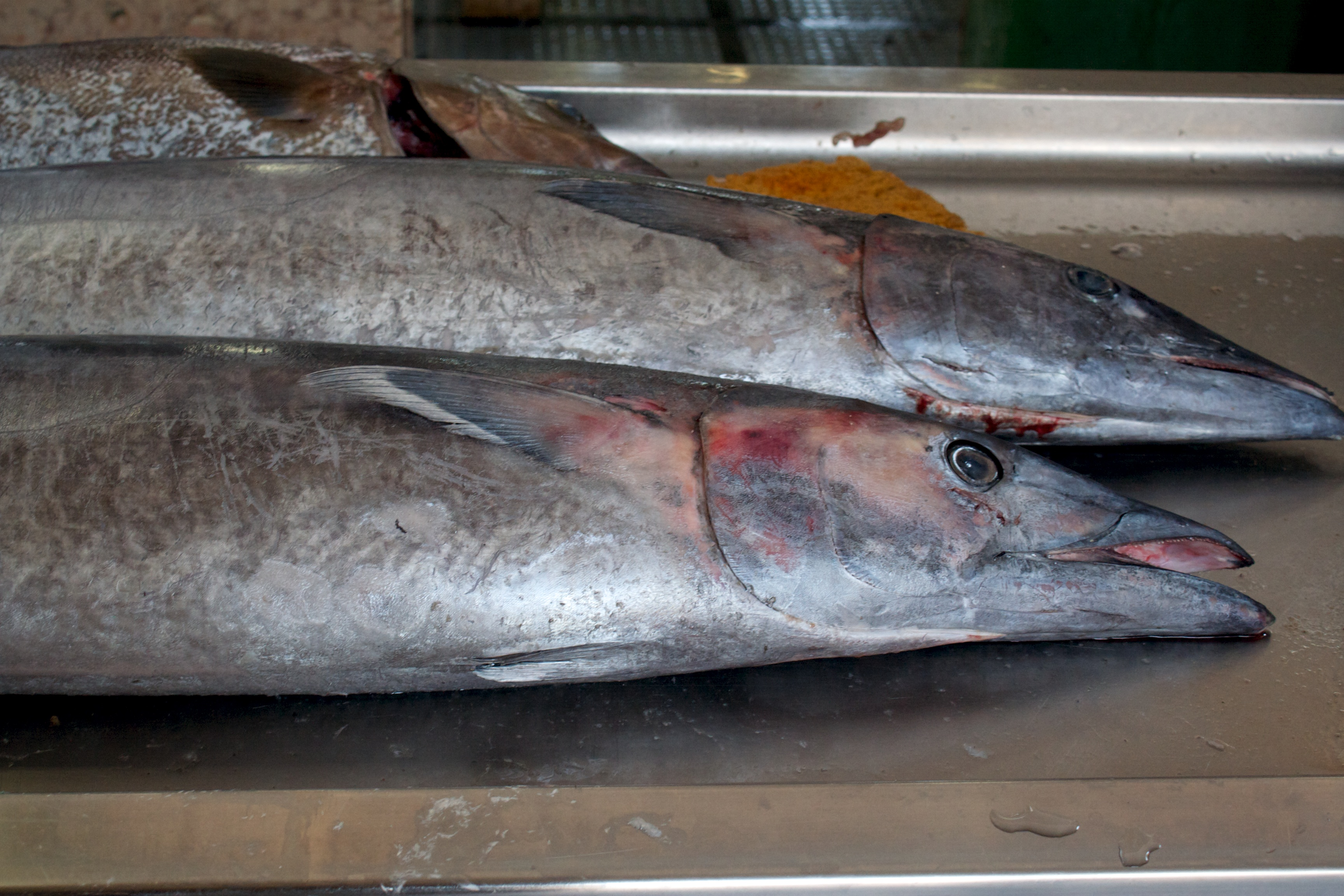
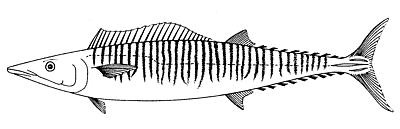
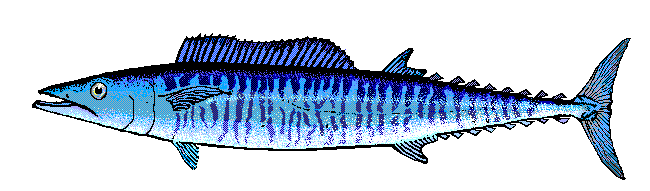
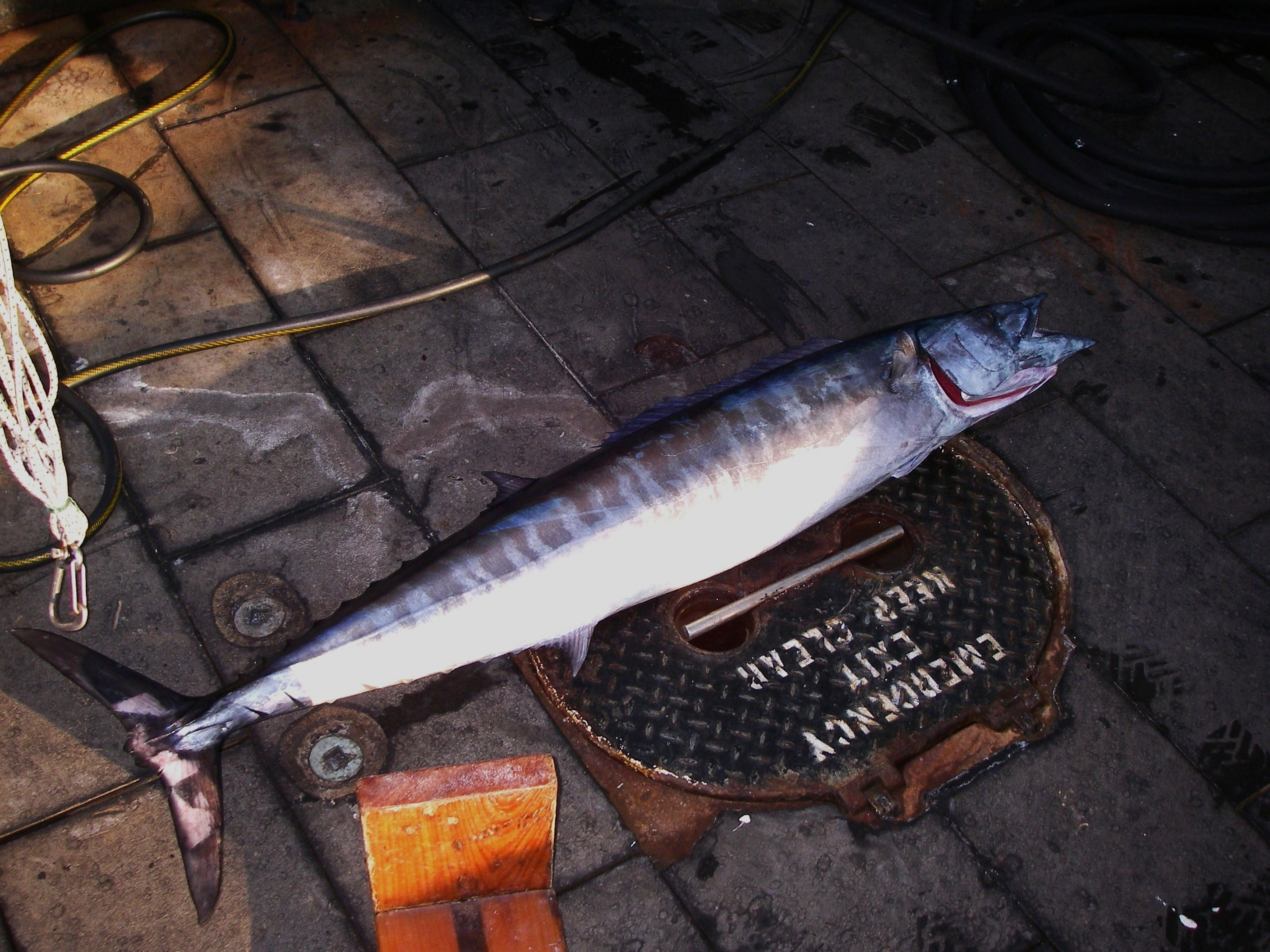
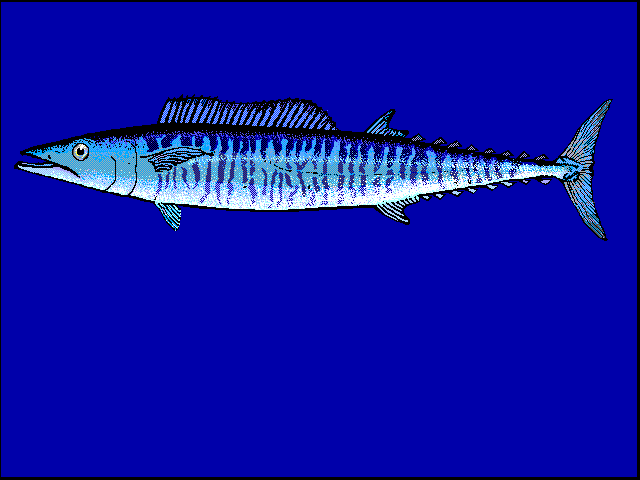